# Медем, Павел Иванович
Граф Павел Иванович Медем (1800—1854) — российский дипломат, тайный советник, камергер из старинного курляндского рода.

## Биография
Сын камергера графа Ивана Францевича Медема (1763—1838), брат дипломата графа Александра Ивановича Медема.
Вступил в службу 17 сентября 1822 года. В 1822—1823 годах находился при миссии в Риме, в 1826—1829 годах состоял сверх штата при посольстве в Париже, в 1829—1830 годах третий секретарь посольства в Вене, впоследствии советник посольства и поверенный в делах в Лондоне (1834—1835) и Париже (1835). В 1840—1841 годах посланник в Вюртемберге и Гессен-Дармштадте.
В 1841—1850 годах глава российского посольства в Вене: в 1841—1848 годах чиновник Министерства иностранных дел, состоящий при Его Величестве Императоре Австрийском по особым поручениям, с 2 декабря 1848 года — Чрезвычайный посланник и полномочный министр.
В 1830 году пожалован в звание камергера, 17 апреля 1837 года произведён в чин действительного статского советника, а 25 марта 1844 года — в чин тайного советника.
После кончины отца унаследовал Элейскую усадьбу и превратил её в майорат.
Похоронен в Митаве на Литераторском кладбище, могила не сохранилась.

## Награды
За свою службу был награждён многими российскими и иностранными орденами, в их числе:
- Орден Св. Владимира 4-й ст. (18 октября 1829)[2]
- Орден Св. Анны 2-й ст. с императорской короной (6 апреля 1835)
- Орден Св. Владимира 3-й ст. (24 июня 1836)
- Орден Св. Станислава 1-й ст. (5 декабря 1841)
- Орден Св. Анны 1-й ст. (10 апреля 1843)
- Орден Св. Владимира 2-й ст. (12 января 1846)
- Орден Белого орла (25 августа 1849)
- Знак отличия за XXV лет беспорочной службы (1849)[3]

Иностранные:
- Прусский орден Красного орла 2-й ст. (1833)[3]
- Гессен-Дармштадтский орден Людвига 1-й ст. (1841)[3]
- Пармский Константиновский орден Св. Георгия Большого креста (1950)[3]
- Австрийский орден Леопольда 1-й ст.